# Karneval in Hannover

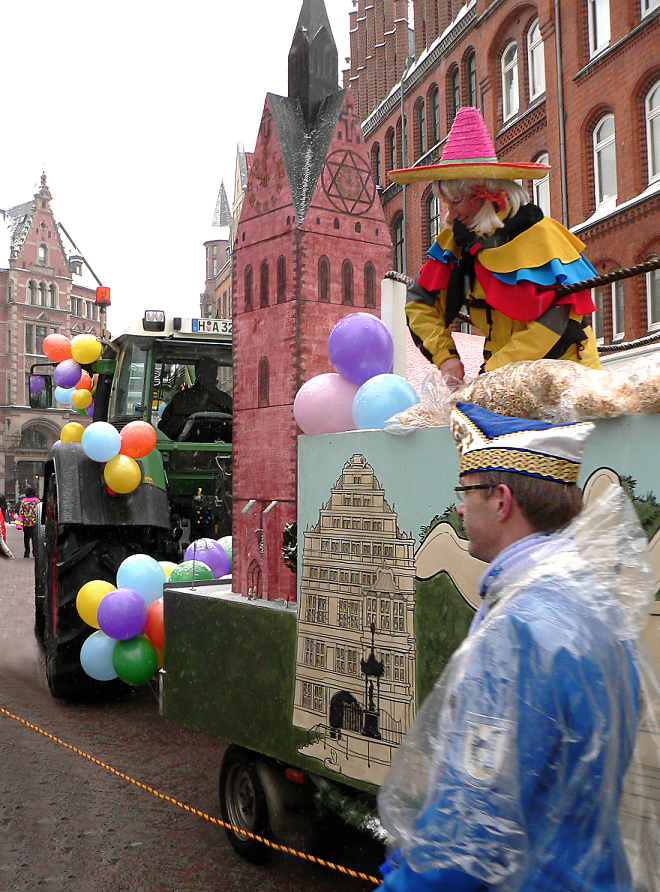
Karnevalsumzug mit Modell der Marktkirche

Der Karneval in Hannover zählt zu den deutschen Karnevalshochburgen in Norddeutschland. In Hannover hat sich seit Anfang der 1990er Jahre eine eigenständige Karnevalskultur entwickelt. Bereits die hannoverschen Könige und hannoverschen Kurfürsten feierten im 17. bis 19. Jahrhundert den venezianischen Karneval. Diese Tradition wurde allerdings nicht weitergeführt. 1949 gründete sich der erste hannoversche Karnevalsverein, die Funkenartillerie Blau-Weiss, Batterie Süd, Hannover-Döhren e.V., deren Ursprung auf das Jahr 1888 zurückreicht. Derzeit (2025) gibt es 8 Karnevalsvereine in der Stadt Hannover, wovon 7 dem KHK angeschlossen sind. Dem KHK sind ferner drei Karnevalsvereine aus Ronnenberg, einer aus Sehnde und einer aus Langenhagen angeschlossen. Der Karnevalsumzug wird seit 1992 veranstaltet und ist der Höhepunkt im hannoverschen Karneval.

## Liedgut
In Hannover heißt es „Karneval“ und der Karnevalsgruß lautet „Hannover Helau“. Einige Vereine rufen aber auch „Alaaf“, Eine hannoversche Karnevalshymne gibt es nicht, aber die Lieder „Die lustigen Hannoveraner“, „In Hannover an der Leine“ und „Unser Niedersachsenland“ gehören zum Repertoire.

## Veranstaltungen

### Beginn

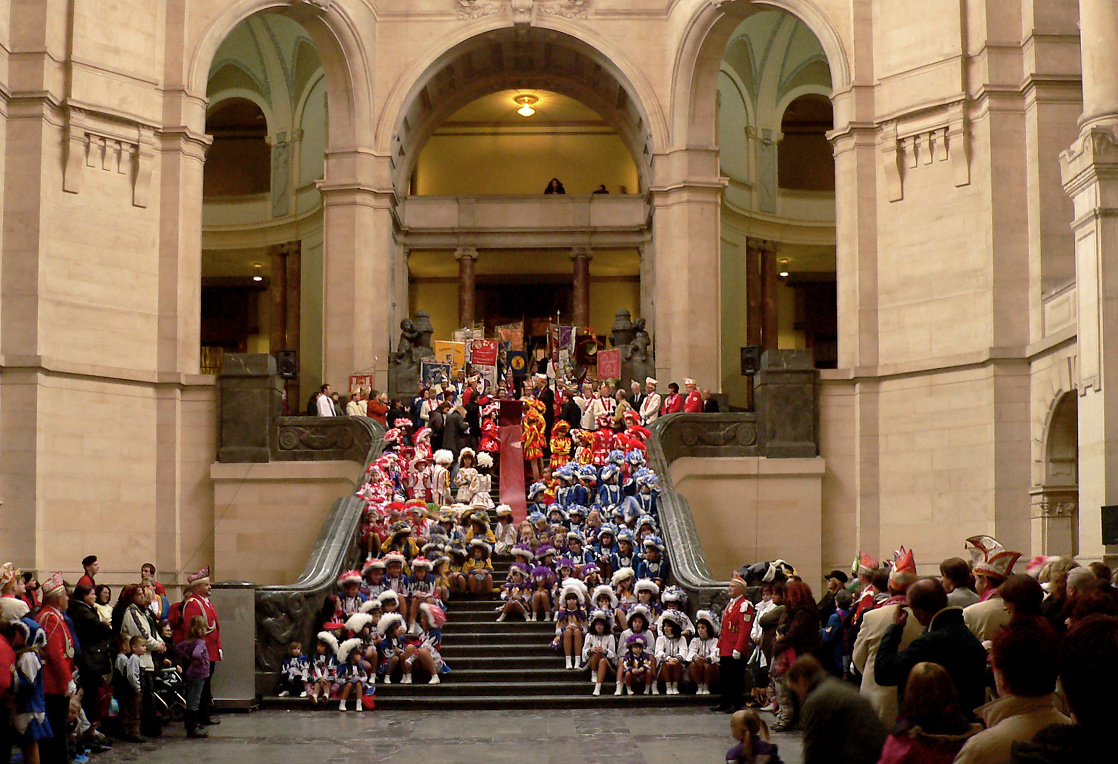
Erstürmung des Neuen Rathauses in Hannover im November 2009

Der Karneval in Hannover beginnt traditionell am Samstag nach dem 11. November. Um 11:11 Uhr wird das Neue Rathaus von den Karnevalisten gestürmt. Der Bürgermeister übergibt den Karnevalisten symbolisch den Rathausschlüssel. Dabei gibt es ein kleines Rahmenprogramm aus Musik und Tanz. Am Abend findet im Hangar No. 5 die Proklamationssitzung mit dem Prinzenpaar statt.

### Sitzungen und Weiberfastnacht
Die hannoverschen Karnevalsvereine veranstalten von Januar bis Februar mehrere Prunksitzungen und Feste. Zu den Hauptveranstaltungsorten zählen das Freizeitheim Ricklingen, der Hangar No. 5, die Narrhalla in Hannover-Ricklingen, das Brauhaus Ernst-August und das Freizeitheim Döhren. Zu den Programmpunkten gehören Büttenreden, Musik- und Tanzdarbietungen und Humoristisches. Der niedersächsische Tollitätengipfel wird jedes Jahr Anfang Januar im Maritim Airport Hotel Hannover veranstaltet.
Am Tage der Weiberfastnacht übernehmen die Frauen die Herrschaft. Symbolisch werden die Krawatten der Herren von den Frauen abgeschnitten. Zu diesem Anlass gibt es mehrere Veranstaltungen in Hannover. So stürmen die Weiber das Neue Rathaus und schneiden Schlipse ab.

### Umzug und Rosenmontag

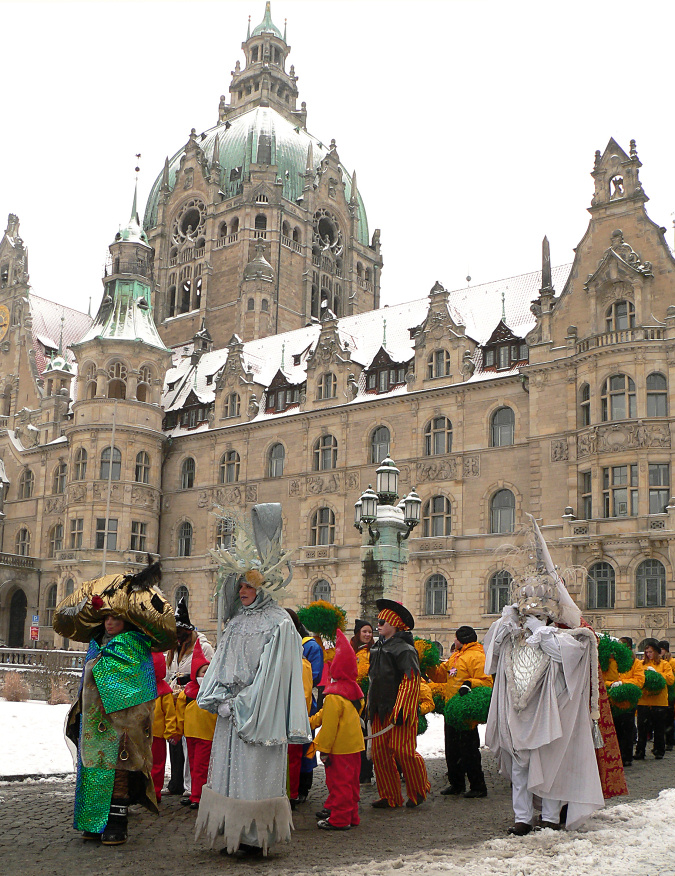
Start des Karnevalsumzugs vor dem Neuen Rathaus im Februar 2010

Der Karnevalsumzug findet am Samstag vor Rosenmontag statt. Der über zwei Kilometer lange Zug beginnt um 13:11 Uhr in der Culemannstraße (in der Nähe des Neuen Rathauses) und endet am Brauhaus Ernst-August. An der Ecke Seilwinderstraße / Osterstraße (in der Nähe vom Platz der Weltausstellung) befindet sich eine Bühne mit Programm. Der Zug besteht aus rund 1.500 Karnevalisten aus Hannover und Norddeutschland, acht Kapellen und rund zehn Festwagen und Cabrios. Von den Wagen werden fünf Tonnen Kamelle geworfen. Zwischen 80.000 und 100.000 Zuschauer säumen den Straßenrand. Nach dem Zug findet die After-Zug-Party im Brauhaus Ernst-August statt.
Der Rosenmontag ist in Niedersachsen kein Feiertag. Trotzdem wird an diesem Tag in vielen Kindergärten und Schulen in karnevalistischer Verkleidung gefeiert. Die größte Rosenmontagsparty der Stadt findet am Abend im Brauhaus Ernst-August statt.

### Aschermittwoch
Der Karneval endet in Hannover mit einem Gottesdienst und mit der traditionellen Portemonnaie-Wäsche am Maschsee. Der Tradition nach soll das Wasser neues Geld in die Geldbörsen spülen, die sich in der Karnevalszeit geleert haben.

## Karnevalsvereine in Hannover
- Funkenartillerie Blau-Weiss, Batterie Süd, Hannover-Döhren
- Karnevalsgesellschaft Die Leinespatzen – Stadtgarde Hannover -
- Karnevalsgesellschaft BLAU-GELB Hannover-Buchholz
- Karnevalsgesellschaft Mittwochsclub Hannover Nordstadt von 2009
- Karnevalsgemeinschaft Eugenesen Alaaf Hannover-Mittelfeld von 1962
- Hannoversche Funken-Garde
- Karnevalscorps Döhren von 1980 KCD
- 1. Karnevalsgesellschaft Blau-Weiß Linden „Die Lindener Narren“ von 1965  Hannover

Dem KHK sind ebenfalls angeschlossen:
- Karnevalistisches Alt-Herren-Corps v. 1974 e.V. aus Ronnenberg

- hannoverscher carneval club von 1967 e.V. aus Ronnenberg

- Karnevalsgemeinschaft Fidele Ricklinger aus Ronnenberg

- Hannoversche KG Grün Weiß e.V. aus Sehnde/Rethmar

- Langenhagener Karnevalsgesellschaft Blau Weiß e.V. 1993 aus Langenhagen